# Eurrhypis cacuminalis
Eurrhypis cacuminalis är en fjärilsart som beskrevs av Eduard Friedrich Eversmann 1843. Eurrhypis cacuminalis ingår i släktet Eurrhypis och familjen Crambidae. Inga underarter finns listade i Catalogue of Life.